# Municipio 4 (Arkansas)
El municipio 4 (en inglés: Township 4) es un municipio ubicado en el condado de Benton en el estado estadounidense de Arkansas. En el año 2010 tenía una población de 25596 habitantes y una densidad poblacional de 198,87 personas por km².

## Geografía
El municipio 4 se encuentra ubicado en las coordenadas 36°16′16″N 94°11′33″O / 36.27111, -94.19250. Según la Oficina del Censo de los Estados Unidos, el municipio tiene una superficie total de 128.7 km², de la cual 127.8 km² corresponden a tierra firme y (0.7%) 0.9 km² es agua.

## Demografía
Según el censo de 2010, había 25596 personas residiendo en el municipio 4. La densidad de población era de 198,87 hab./km². De los 25596 habitantes, el municipio 4 estaba compuesto por el 87.12% blancos, el 1.83% eran afroamericanos, el 0.92% eran amerindios, el 3.88% eran asiáticos, el 0.25% eran isleños del Pacífico, el 4.25% eran de otras razas y el 1.77% pertenecían a dos o más razas. Del total de la población el 9.5% eran hispanos o latinos de cualquier raza.